# Papianilla (echtgenote van Sidonius Apollinaris)
Papianilla (geboren rond 432) was een dochter van keizer Avitus. Rond 452 trad zij in het huwelijk met Sidonius Apollinaris. Zij was via haar vader ook de nicht van een andere Papianilla, de moeder van Tonantius Ferreolus. 
Van Papianilla wordt gezegd dat zij haar echtgenoot zou hebben bekritiseerd omdat hij zilveren schalen uit hun huis aan de armen had gegeven

## Voetnoten
1. ↑  Gregorius van Tours, History of the Franks (Geschiedenis van de Franken), boek 2, hoofdstuk 22, in het Engels vertaald door Lewis Thorpe